# Nodulus spiralis
Nodulus spiralis is een slakkensoort uit de familie van de Anabathridae. De wetenschappelijke naam van de soort is voor het eerst geldig gepubliceerd in 1986 door van der Linden.